# Централна комисия на ККП по проверка на дисциплината
Централната комисия на Китайската комунистическа партия по проверка на дисциплината (на традиционен китайски: 中國共產黨中央紀律檢查委員會, на опростен китайски: 中国共产党中央纪律检查委员会, на пинин: Zhōngguó Gòngchăndăng Zhōngyāng Jìlǜ Jiănchá Wĕiyuánhuì) e държавен орган на Китайската народна република, създанен с цел борба с корупцията и злоупотребите в редовете на Китайската комунистическа партия. Секретар на комисията е Хъ Гоцян. Според Устава на ККП комисията е подчинена директно на Общокитайския конгрес на ККП.

## Секретари
- Чън Юн (1982–1987)
- Цяо Ши (1987–1992)
- Уей Дзянсин (1992–2002)
- У Шуанджън (2002–2007)
- Хъ Гоцян (от 2007)